# Johannes Rach

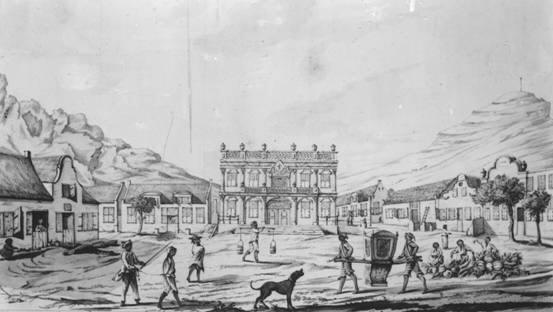
Johannes Rach. Het Burgerwachthuis in Kaapstad. 1764. Tekening.

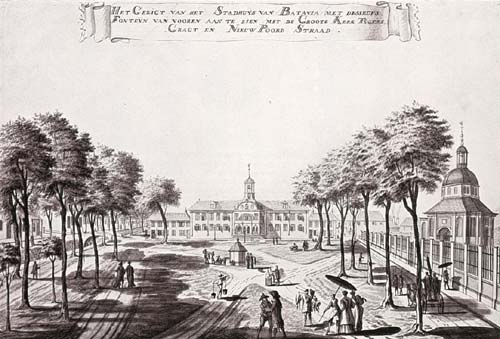
Stadhuis van Batavia, 1770 door Johannes Rach

Johannes Rach (Kopenhagen, 1720 - Batavia, 4 augustus 1783) was een van oorsprong Deense kunstenaar, die bekend is door zijn topografisch werk, zoals stadsgezichten. 

## Biografie
Rach was de zoon van een herbergier. In 1750 verhuisde hij naar Haarlem. Op 35-jarige leeftijd trouwde hij met Maria Valenzijn. Op 47-jarige leeftijd trad hij als kanonnier in dienst van de VOC en zeilde naar Batavia. Daar maakte hij een opmerkelijke carrière als majoor van de artillerie en ‘hoftekenaar’ van gouverneur-generaal Petrus Albertus van der Parra (1761-1775) en opvolgers. 
Hij woonde korte tijd op Ceylon (VOC-gebied) en op Dejima en was lid van het vrijmetselaarsloge; hij had tal van leerlingen en medewerkers in zijn atelier.
Rach liet een huis na met meubels, paarden, koetsen, slaven, kleren, schilderijen, contant geld, aandelen, maar een grote hoeveelheid wijn. Zijn weduwe werd in 1800 begraven in de Nieuwe Kerk te Amsterdam.

## Werk
Van hem zijn honderden topografische tekeningen van stadsgezichten, forten, buitenplaatsen en landschappen uit verschillende delen van het handelsgebied van de VOC bewaard gebleven, waarvan in dit atlasdeel met betrekking tot Java en Madoera voor het eerst een compleet overzicht is gegeven. 
De grootste verzameling tekeningen van Johannes Rach, 202 stuks, was in het bezit van het Bataviaasch Genootschap van Kunsten en Wetenschappen, opgericht 1778, en bevindt zich thans in de Perpustakaan Nasional Republik Indonesia (Nationale Bibliotheek van Indonesië).